# Svend Albinus
Svend Gotthold Albinus (født 28. august 1901 i København, død 16. februar 1995) var en dansk arkitekt.
Svend Albinus var søn af grosserer Johannes Gotthold Albinus og Signe Nissen. Han blev student 1920, gik på Teknisk Skole 1920-1924 og derefter på Kunstakademiets Arkitektskole 1924-1928. I forbindelse med sit ophold på École française d'Athènes, deltog Albinus i 1929 og 1933 i flere arkæologiske udgravninger i Grækenland. Han blev i 1930 ansat på Kaj Gottlobs tegnestue, hvor han bl.a. var byggeleder på det danske studenterhus i Paris, og ved projekteringen af Universitetsparken i København. Han var også i Frankrig 1925 og Italien 1925, 1929.
Albinus modtog Neuhausens Præmie for kirke i København 1927, Københavns Kommunes præmiering for villa 1936, præmie af Frederiksberg Kommune 1943 for Industrigården og præmie for 11 3-etages beboelsesbygninger 1950.
Han var leder af KABs arkitektafdeling 1939-54, leder af SBIs byggeforskningsudvalg for skolebygning 1954-56 og blev dernæst chefarkitekt i Boligministeriet 1956-71, hvor han bl.a. var ansvarlig for byggeriet af danske ambassader i udlander. Derefter kom han ind på restaureringens fagområde. Han blev formand for byggeudvalget vedrørende Sønderborg Slot 1964, samme for Koldinghus Slotsruin 1971-1976, rådgiver for Danida og Dansk Røde Kors angående bygninger i Kenya og Congo 1967-69, konsulent for Boligministeriets ejendomsdirektion vedrørende de kgl. slotte 1971-79, leder af undersøgelserne ang. rytterstatuen på Amalienborg Slotsplads 1977-82 og medlem af adskillige dommerkomitteer for arkitektkonkurrencer.
Han blev gift 28. august 1931 i København med Elise Schrøder (6. januar 1910 på Frederiksberg – 2. februar 1992 i Hellerup), datter af grosserer Valdemar Oven Schrøder og Vilhelmine Jensine Helene Reimer.

## Værker
Villaer i Københavns omegn 1927-37, bl.a.:
- Tryggehvile Allé 9, Charlottenlund (1928)
- A.B. Bendix' hus (1930)
- Eget hus, Østerled 15, Østerbro (1937)
- Ryvangs Allé 48, Hellerup (1938)
- Hovedbygningen i Kastrup Lufthavn (konkurrenceprojekt sammen med Kaj Gottlob)

Rækkehus- og parkbebyggelser:
- Humlevænget, Glumsøparken, Lollikhuse, Falsterbo i Husum, København (1941-43, sammen med P. Søgaard Petersen)
- Industrigaarden, Frederiksberg (1941-42)
- Fortunbyen i Kongens Lyngby (1946)
- Højhuse på Frederiksberg 1950 (for A/S Dominia)